# Polyrhachis lauta
Polyrhachis lauta är en myrart som beskrevs av Santschi 1910. Polyrhachis lauta ingår i släktet Polyrhachis och familjen myror. Inga underarter finns listade i Catalogue of Life.